# Lactitol
Lactitol é um fármaco utilizado pela medicina como laxante osmótico. Constituído por galactose e sorbitol, é um dissacarídeo, que chega ao cólon inalterado. Depois, interage com a flora do intestino produzindo ácido láctico, butírico, propiônico e acético. Esta acidez provoca a diminuição de absorção de amoníaco. Além disto, a produção de ácidos carbônicos com poucos carbonos na cadeia, aumenta a osmolaridade da região, provocando aumento do bolo fecal.